# Новочикеєво
Новочике́єво (рос. Новочикеево, башк. Яңы Сикәй) — присілок у складі Шаранського району Башкортостану, Росія. Входить до складу Мічурінської сільської ради.
Населення — 34 особи (2010; 52 у 2002).
Національний склад:
- марійці — 65 %
- башкири — 29 %